# Geflecktes Knabenkraut
Das Gefleckte Knabenkraut (Dactylorhiza maculata), auch Flecken-Fingerwurz genannt, ist eine Pflanzenart aus der Familie der Orchideen (Orchidaceae). In der Literatur herrscht verbreitet Uneinigkeit über die Abgrenzung zur sehr ähnlichen Art Fuchs’ Knabenkraut (Dactylorhiza fuchsii).

## Beschreibung
Das Gefleckte Knabenkraut ist ein ausdauernder Geophyt, der mit Hilfe seiner Knollenwurzel den Winter überdauert. Zum Überleben benötigt die Pflanze zudem spezielle Wurzelpilze (endotrophe Mykorrhiza), mit deren Hilfe sie sich vor allem im Jugendstadium ernährt. Bestäubt wird sie durch zahlreiche Insektenarten, vor allem durch Zweiflügler oder Hautflügler und Käfer. Bienen besuchen die Blüten zwar, können diese jedoch nicht bestäuben. Die Ausbreitung der Kapselfrüchte erfolgt eigenständig (Autochorie). Durch achselständige Innovationsknospen kann sich die Pflanze auch sprossbürtig vermehren.
Das Gefleckte Knabenkraut ist an seinen lanzettlich bis linealischen Stängelblättern erkennbar, die etwa 0,7 bis 1,5 cm breit und vorne spitz sind. Die Blätter sind typisch rinnig gefaltet. Die grundständigen Blätter werden bis 4 cm breit und bis 10 cm lang. Auf der Blattoberseite besitzen sie charakteristische, meist runde Flecken, die nur äußerst selten fehlen können. Es gibt meist 6 bis 10 Blätter, von den Übergangsblättern gibt es häufig zudem 1 bis 3 Stück. Solche stehen zwischen den Laubblättern und dem ährigen Blütenstand und werden nicht breiter als 3 mm. Die Pflanze wird bis zu 60 cm hoch und blüht zwischen Mai und August. Ihr markiger Stängel ist nicht hohl und daher auch nicht zusammendrückbar.
Die Blüten sind pink bis violett gefärbt, sie haben häufiger auch kleinere Weißanteile. In ihrer Entwicklung vollziehen sie unter dem Einfluss der Schwerkraft eine Drehung um 180 Grad. In der Blüte befindet sich ein 0,8 bis 1,6 mm dicker Sporn, der etwa gleich lang wie der Fruchtknoten ist. Die seitlichen äußeren Perigonblätter sind nach außen geneigt. Die schwach dreilappige Lippe ist relativ breit, ihr Mittellappen ist nicht vorgezogen und kleiner als die breiten und abgerundeten, oft etwas gezähnten Seitenlappen. Der Pollen ist in zwei mit Klebscheiben ausgestatteten Pollenpaketen (den Pollinien) zusammengefasst. Nach der Blüte werden Kapselfrüchte ausgebildet, die etwa 6000 Samen enthalten.
Die Art weist wie viele Knabenkräuter eine große Variationsbreite der Merkmale auf, so dass die sichere Bestimmung, insbesondere anhand von Fotos, schwierig ist. Schwierigkeiten bereiten auch Herbarbelege, da wichtige Merkmale, wie die Flecken auf den Blättern, beim Trocknen verschwinden.
Die Blütezeit liegt zwischen Juni und Juli. Die Chromosomenzahl beträgt 2n = 40 oder 80.

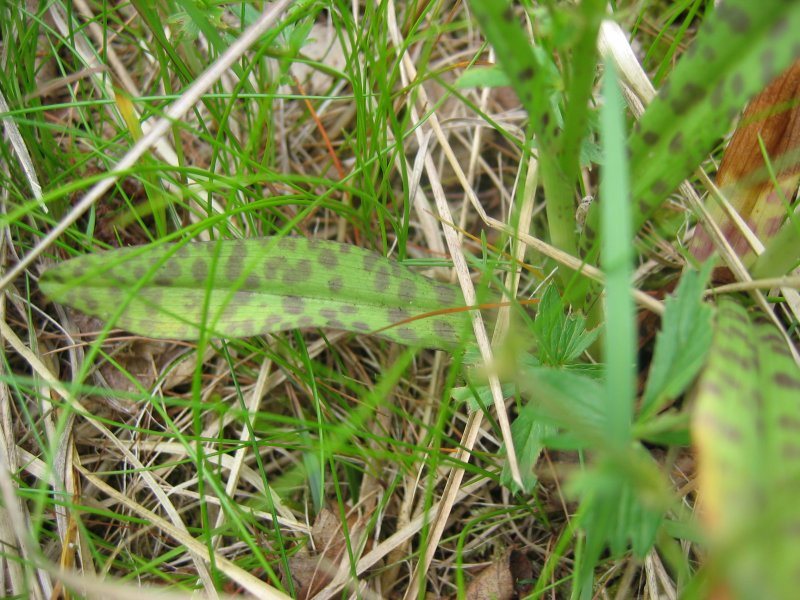
Dunkel gefleckte Blätter

## Vorkommen und Schutz
Das Verbreitungsgebiet des Gefleckten Knabenkrauts reicht von Europa bis Sibirien, auch in Marokko und in Algerien kommt die Art vor. In Europa kommt die Art in fast allen Ländern vor und fehlt nur in Albanien, Griechenland, Moldau und in der Türkei.
Das Gefleckte Knabenkraut kommt auf feuchten Magerrasen, in feuchten Nieder- oder Quellmooren und in lichten Wäldern vor. Die Art ist kalkmeidend und bevorzugt leicht saure Standorte. Die Verbreitung in Deutschland ist momentan nur ungenügend bekannt, da das Gefleckte Knabenkraut häufig mit anderen Arten der Gattung, insbesondere mit dem Fuchs’ Knabenkraut verwechselt wird und kaum von diesem zu unterscheiden ist. Es ist aber davon auszugehen, dass das Gefleckte Knabenkraut in Norddeutschland verbreiteter ist. Unklarheiten in der sich ändernden Taxonomie führen aber auch zu anderen Aussagen, so gilt es in Polen als eines der häufigeren Knabenkräuter.
Eine Durchsicht in litauischen Herbarien hat ergeben, dass 68 % der als Dactylorhiza maculata gelisteten Belege nach heutigem Stand falsch bestimmt sind.
Die Pflanzenart ist nach der BArtSchV besonders geschützt.
Wie andere Erdorchideen auch ist das Gefleckte Knabenkraut in Anhang II des Washingtoner Artenschutzübereinkommens gelistet. Trotzdem werden zur Herstellung von Salep große Mengen der Knollen aus der Natur entnommen und auch innerhalb der EU illegal verkauft. Durch das Ausgraben der Wurzelteile wird die Pflanze zerstört, was teilweise zu Bestandsrückgängen führt.

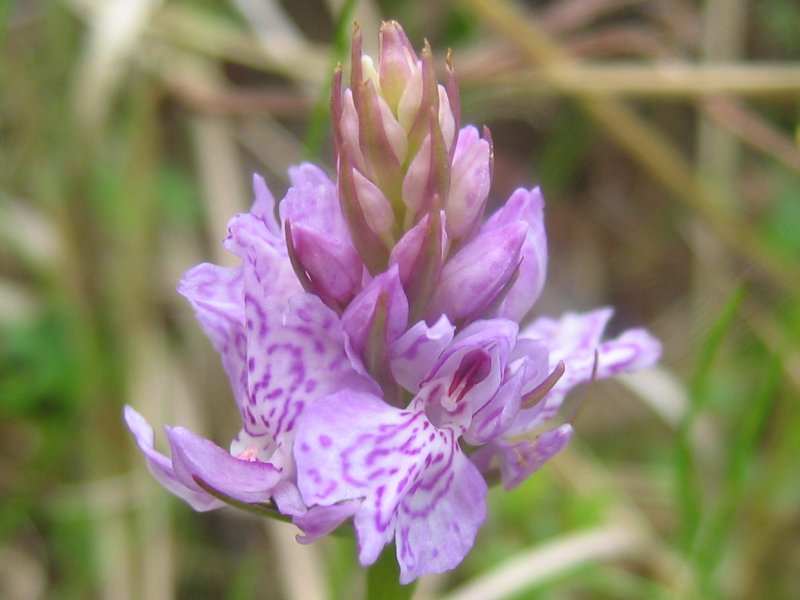
Blütenstand im Detail

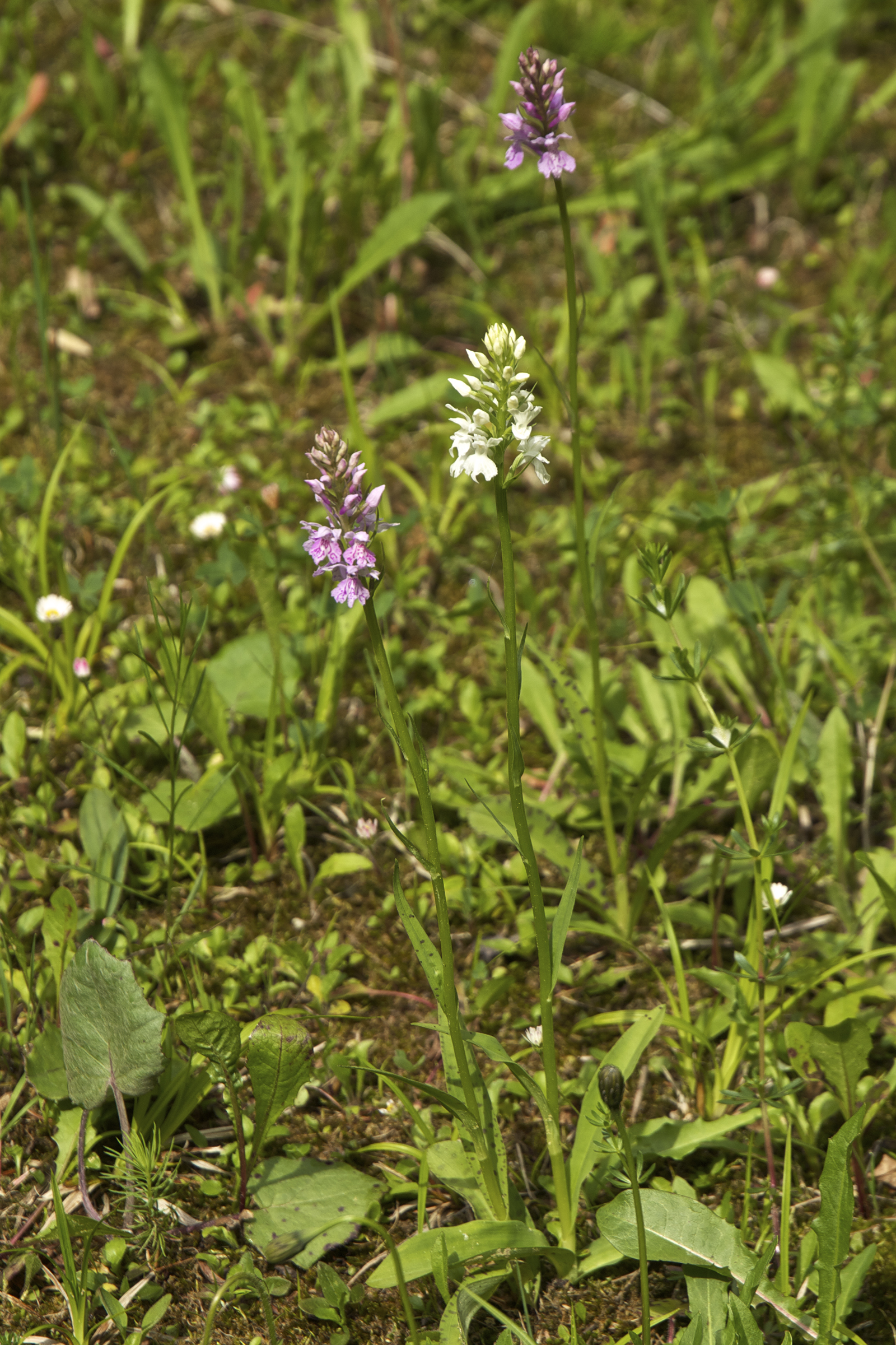
Farbmorphen

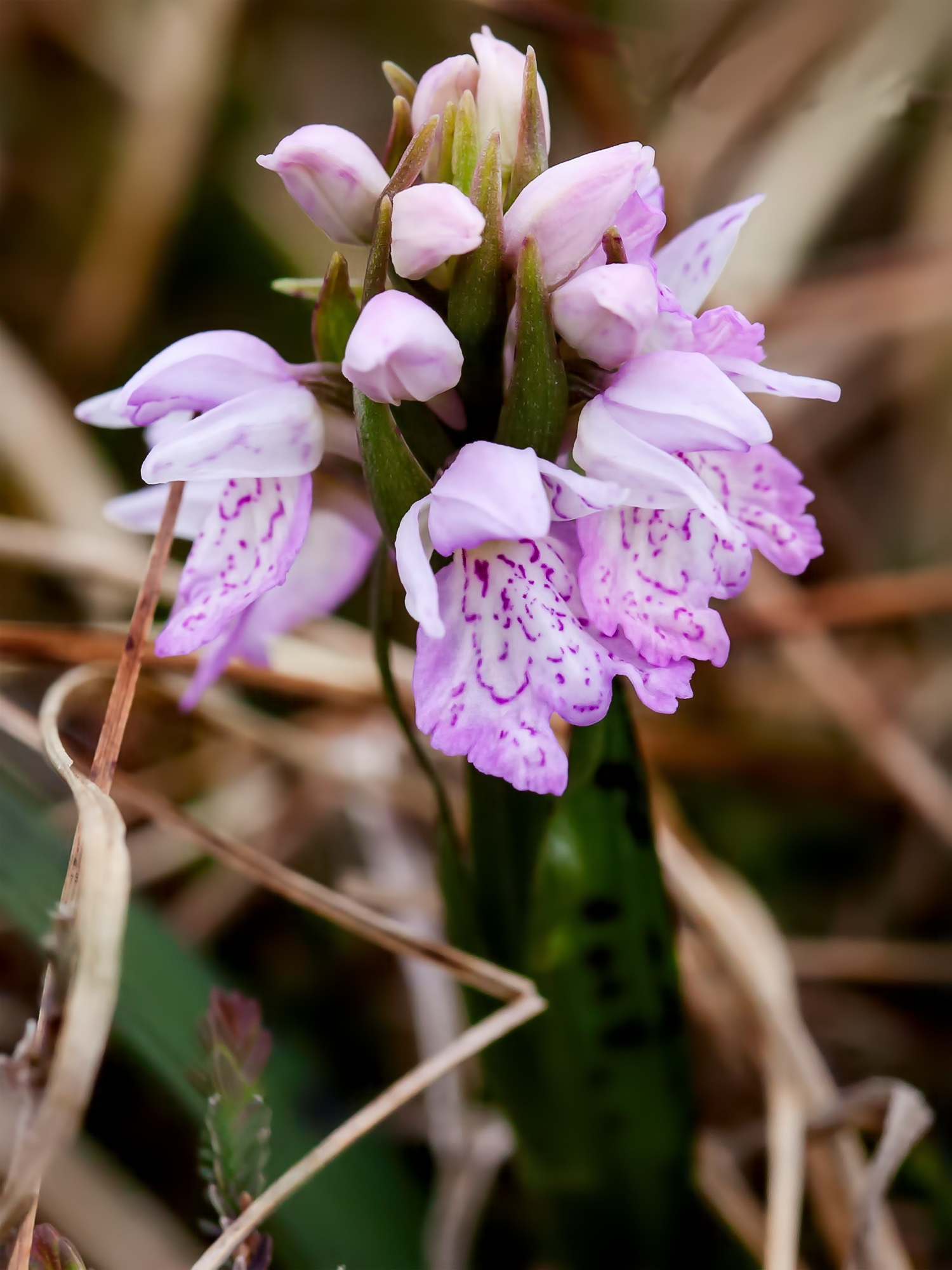
Dactylorhiza maculata subsp. ericetorum

## Standorte und Verbreitung in Mitteleuropa
Das Gefleckte Knabenkraut braucht rohhumushaltigen, kalkarmen oder kalkfreien, nährstoffarmen und eher feuchten Lehmboden.
Es besiedelt Trockenrasen nur an Stellen, an denen es Sickerwasser gibt. Es bevorzugt lichte Wälder und Bergwiesen, es geht aber auch in Heiden. Es gedeiht in Gesellschaften der Klasse Scheuchzerio-Caricetea fuscae oder der Ordnung Molinietalia caeruleae. Es steigt in den Alpen bis etwa 2000 m auf. In Mitteleuropa kommt es zerstreut vor, bildet aber gelegentlich noch größere, wenn auch lockere, so doch individuenreiche Bestände.

## Unterarten
Nach R. Govaerts kann man folgende neun Unterarten unterscheiden:
- Dactylorhiza maculata subsp. battandieri (Raynaud) H.Baumann & Künkele (Syn.: Dactylorhiza battandieri Raynaud): Sie kommt im nördlichen Algerien vor.[3]
- Dactylorhiza maculata subsp. caramulensis Verm.: Sie kommt in Portugal, Spanien und  Frankreich vor.[3]
- Dactylorhiza maculata subsp. elodes (Griseb.) Soó (Syn.: Dactylorhiza montellii (Verm.) P.Delforge, Orchis elodes Griseb.): Sie kommt in Europa vor.[3]
- Dactylorhiza maculata subsp. ericetorum (E.F.Linton) P.F.Hunt & Summerh.: Sie kommt in Westeuropa vor.[3]
- Dactylorhiza maculata subsp. islandica (Á.Löve & D.Löve) Soó: Sie kommt in Island vor.[3]
- Dactylorhiza maculata (L.) Soó subsp. maculata: Sie kommt von Europa bis Sibirien vor.[3] Die ökologischen Zeigerwerte nach Landolt et al. 2010 sind in der Schweiz für diese Unterart: Feuchtezahl F = 4w+ (sehr feucht aber stark wechselnd), Lichtzahl L = 4 (hell), Reaktionszahl R = 1 (stark sauer), Temperaturzahl T = 3 (montan), Nährstoffzahl N = 2 (nährstoffarm), Kontinentalitätszahl K = 2 (subozeanisch).[8]
- Dactylorhiza maculata subsp. podesta (Landwehr) Kreutz (Syn.: Dactylorhiza maculata var. podesta Landwehr): Sie kommt in den Niederlanden vor.[3]
- Dactylorhiza maculata subsp. savogiensis (D.Tyteca & Gathoye) Kreutz (Syn.: Dactylorhiza savogiensis D.Tyteca & Gathoye): Sie kommt in den Pyrenäen und in den Westalpen vor.[3] Die ökologischen Zeigerwerte nach Landolt et al. 2010 sind in der Schweiz für diese Unterart: Feuchtezahl F = 4w+ (sehr feucht aber stark wechselnd), Lichtzahl L = 4 (hell), Reaktionszahl R = 2 (sauer), Temperaturzahl T = 2 (subalpin), Nährstoffzahl N = 2 (nährstoffarm), Kontinentalitätszahl K = 3 (subozeanisch bis subkontinental).[8]
- Dactylorhiza maculata subsp. transsilvanica (Schur) Soó (Syn.: Orchis transsilvanica Schur, Orchis candidissima Krock.): Sie kommt im östlichen Mitteleuropa, in Tschechien und Ungarn und in Südosteuropa vor.[3]

In Deutschland werden nur noch zwei Unterarten unterschieden:
Gewöhnliches Geflecktes Knabenkraut (Dactylorhiza maculata subsp. maculata)Es wird etwa 20 bis 60 cm groß und besitzt maximal 10 Blätter, die länglich bis breit lanzettlich geformt sein können, vorne spitz sind, aufrecht abstehen, oberseits dunkel gefleckt sind. Die oberen Blätter sind kelch- oder tragblattartig ausgebildet (sog. Übergangsblätter). Der zylindrisch lange, ährige Blütenstand ist relativ dicht und vielblütig. Die Tragblätter sind jedoch kürzer als die Einzelblüten, die meist hell, weißlich rosa bis kräftig rosa gefärbt sind. Ihre kurz dreilappige Lippe besitzt eine kräftige Schleifenzeichnung und einen kleinen Mittellappen, der etwa 9 bis 13 mm breit ist.
Moor-Knabenkraut (Dactylorhiza maculata subsp. elodes)Es wird nur 10 bis 35 cm groß und besitzt meist 3 bis 5 linealische, aufrechte und oft ungefleckte, schmal-lanzettliche Blätter. Der Blütenstand kann recht kurz sein. Die Blütenlippe wirkt, aufgrund des sehr kurzen Sporns etwas größer als bei der Unterart maculata. Die Schleifenzeichnung ist sehr kontrastreich, jedoch schon stärker in Punkte und Striche aufgelöst. Der Blütensporn ist höchstens halb so lang wie der Fruchtknoten. Dactylorhiza maculata subsp. elodes wurde ursprünglich als Orchis elodes aus dem nordwestdeutschen Raum beschrieben. Das Moor-Knabenkraut kommt in nassen, torfmoosreichen Heidemooren vor und ist in der typischen Ausprägung nur aus Deutschland und den Niederlanden sicher bekannt.
Unter Taxonomen herrscht Uneinigkeit, ob Fuchs’ Knabenkraut eine eigene Art oder nur eine Unterart oder gar nur Varietät des Gefleckten Knabenkrauts ist. Einige Florenwerke führen diese Sippe demgemäß als Teil von Dactylorhiza maculata s. lat. an.

## Ökologie
Das Gefleckte Knabenkraut ist eine bis 15 Zentimeter tief wurzelnde Humuspflanze. Sie besitzt einen Wurzelpilz.